# Magnus Utvik
Magnus Arvid Utvik, född 13 april 1964 i Järfälla församling i Stockholms län, är en svensk författare och litteraturkritiker.
Magnus Utvik växte upp i Värnamo i Småland och författardebuterade med diktsamlingen Jorden (1989), följd av såväl diktsamlingar som romaner. Boken Tuktad till frihet (2014) handlar om Hans Scheikes sexsekt. Han var också tidigare recensent i SVT:s Gomorron.